# مصطفی زیتونی
مصطفی زیتونی (فرانسوی: Mustapha Zitouni‎; ۱۹ اکتبر ۱۹۲۸ – ۵ ژانویهٔ ۲۰۱۴) بازیکن فوتبال اهل فرانسه-الجزایر بود.
از باشگاه‌هایی که در آن بازی کرده‌است می‌توان به باشگاه فوتبال کن و باشگاه فوتبال موناکو اشاره کرد.
وی همچنین در تیم‌های ملی فوتبال فرانسه و الجزایر بازی کرده‌است.